# Rianxo

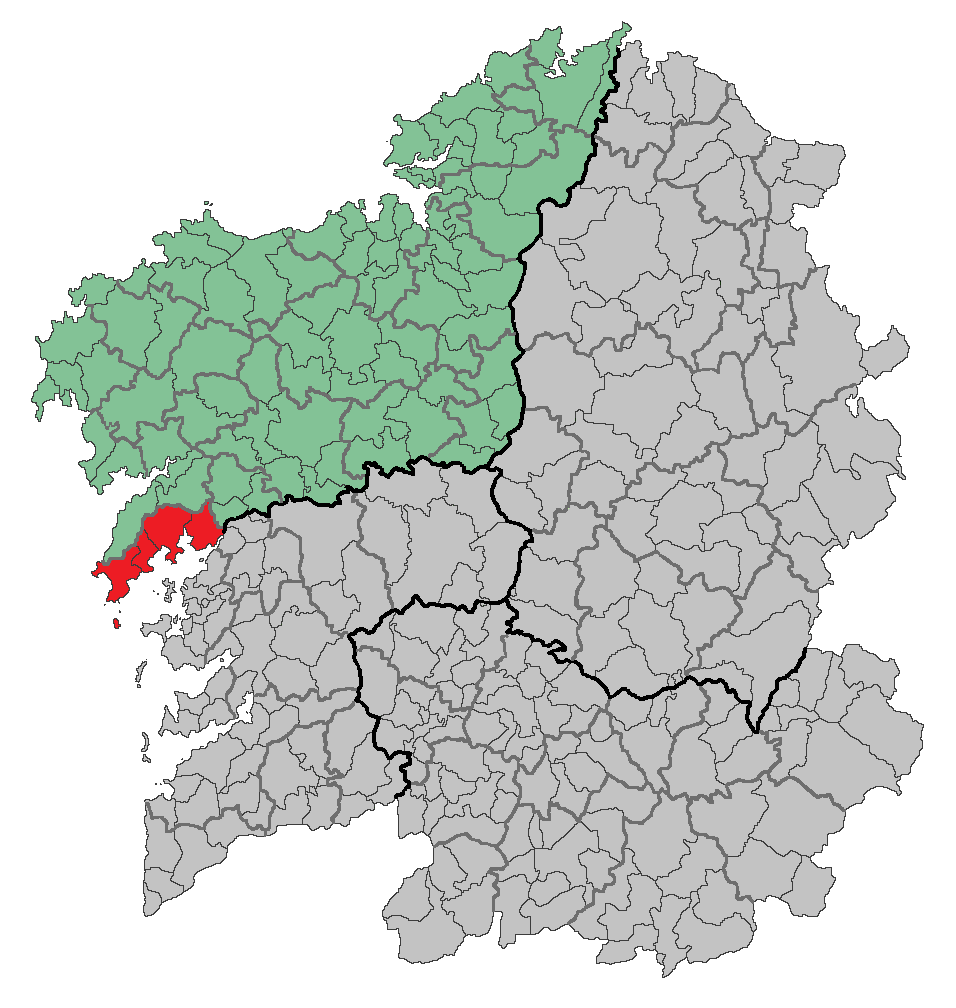
Comarca do Barbanza

Rianxo là một đô thị của Tây Ban Nha ở tỉnh A Coruña trong cộng đồng tự trị của Galicia.

## Liên kết ngoài

Rianxo